# Felipe Nery Franco Duarte
Felipe Nery Franco Duarte (nacido el 26 de mayo de 1958 en Asunción, Paraguay) es un ex-futbolista paraguayo. Jugaba de delantero y su primer club fue Cerro Porteño.

## Carrera
Tras dar sus pasos iniciales en el Club Cordillerano, llega a Independiente de Campo Grande. Tras su debut en Primera en 1981 cor Cerro Porteño, llega al fútbol español en 1983 jugando para el Elche CF hasta 1985, cuando se fue al Cartagena FC. Jugó para el club hasta 1986. En 1987 se trasladó a Colombia para sumarse al Unión Magdalena, con el que estuvo hasta 1988. En 1989 fichó con el Cúcuta Deportivo y en 1990, con el Olimpia de Paraguay, con quien ganó la Copa Libertadores de ese año. Ese mismo año regresó a España para jugar en el UD Salamanca.
Alternó entre el Olimpia y la UD Salamanca por tres años, y luego pasó al Libertad (con el que se salvó del descenso producto de una remontada en el tramo final de la temporada) y al Guaraní. En 1994 jugó con el Cerro Porteño y regresó al Libertad. En 1995 se fue a Ecuador para jugar en el CT Universitario de Ambato. Decidió regresar nuevamente a España con el CD Denia y poco más tarde en la UD Aspense donde se retiró definitivamente del fútbol profesional en el año 1997.
Era centrodelantero de área, con potencia, velocidad y pegada. En la selección paraguaya tuvo una breve etapa bajo el mando de Sergio Markarián, en la que disputó algunos amistosos previos a la Copa América Ecuador 1993, pero una lesión lo dejó afuera de tal evento.
Su sobrenombre de "Cavernícola" le fue puesto por Julio González Cabello, en alusión a su largo y encrespado cabello y su tupida barba.

## Clubes
| Club             | País     | Año         |
| ---------------- | -------- | ----------- |
| Cerro Porteño    | Paraguay | 1981-1982   |
| Elche CF         | España   | 1983-1985   |
| Cartagena FC     | España   | 1985-1986   |
| Unión Magdalena  | Colombia | 1987-1988   |
| Cúcuta Deportivo | Colombia | 1989        |
| Olimpia          | Paraguay | 1990 - 1991 |
| UD Salamanca     | España   | 1991        |
| Libertad         | Paraguay | 1992 - 1993 |
| Guaraní          | Paraguay | 1993        |
| Cerro Porteño    | Paraguay | 1994        |
| Libertad         | Paraguay | 1994        |
| CT Universitario | Ecuador  | 1995        |
| CD Denia         | España   | 1995-1996   |
| UD Aspense       | España   | 1996-1997   |